# Piccola Petra
Piccola Petra o Petra la Bianca (in arabo البتراء الصغيرة‎?, al-batrā aṣ-ṣaġïra), noto come Siq al-Barid (in arabo سيق البريد‎?, letteralmente "il canyon freddo"), è un sito archeologico della Giordania, collocato a ca.14 km dalla più nota Petra o Petra la Rossa, con la quale un tempo era identificato.
Come Petra, è un sito nabateo, con edifici scolpiti nelle pareti dei canyon di arenaria. Come suggerisce il nome, è molto più piccolo, composto da tre aree aperte più ampie collegate da un canyon di 450 metri. Fa parte del parco archeologico di Petra, anche se vi si accede separatamente, ed è incluso nell'iscrizione di Petra come sito del patrimonio mondiale dell'UNESCO. È spesso visitato dai turisti in collaborazione con Petra stessa, poiché è gratuito e solitamente meno affollato.
Come Petra, fu probabilmente costruita durante l'apice dell'influenza dei Nabatei durante il I secolo. Mentre gli scopi di alcuni edifici non sono chiari, gli archeologi ritengono che l'intero complesso fosse un sobborgo di Petra, la capitale dei Nabatei, destinata a ospitare visite commercianti sulla Via della Seta. Dopo il declino dei Nabatei, il sito è decaduto per secoli, usato solo dai nomadi beduini. Insieme alla vicina Beidha, Piccola Petra fu scavata nel tardo XX secolo da Diana Kirkbride e Brian Byrd.
Nel 2010, è stato scoperto un biclinium, o sala da pranzo, in una delle caverne in cui sono sopravvissuti dei dipinti raffiguranti uva, viti e putti in grande dettaglio con una tavolozza varia, probabilmente in omaggio al dio greco Dioniso e al consumo di vino. Gli affreschi del soffitto di 2.000 anni in stile ellenistico sono stati restaurati. Sebbene non siano solo l'unico esempio conosciuto di pittura figurativa nabatea in situ, sono un rarissimo esempio di pittura ellenistica su larga scala, considerato superiore anche ai dipinti romani successivi di Ercolano.

## Geografia
La piccola Petra si trova in una regione desertica arida e montuosa a 1.040 metri sul livello del mare. A est si apre il deserto arabo. A ovest il terreno accidentato scende presto nella Rift Valley Giordana, con terre attorno al Mar Morto a soli 400 metri sotto il livello del mare.
Si trova sulla strada locale che lascia Wadi Musa e segue il bordo delle montagne intorno a Petra attraverso il piccolo villaggio beduino di Umm Sayhoun. Circa 8 chilometri a nord di Wadi Musa, una breve strada a ovest conduce al piccolo parcheggio non asfaltato e Beidha, un sito neolitico nelle vicinanze. C'è un altro piccolo insediamento beduino a 1 km a est.

Dal parcheggio Siq al-Barid si apre nella facciata rocciosa a sud-ovest ovest. Il suo nome, letteralmente "canyon freddo", deriva dal suo orientamento e dalle sue alte pareti che impediscono l'ingresso della maggior parte della luce solare disponibile. Il nome moderno "Piccola Petra" deriva dalle sue somiglianze con il sito più grande a sud, entrambi devono essere visitati attraverso uno stretto canyon e consistono principalmente in edifici nabatei.

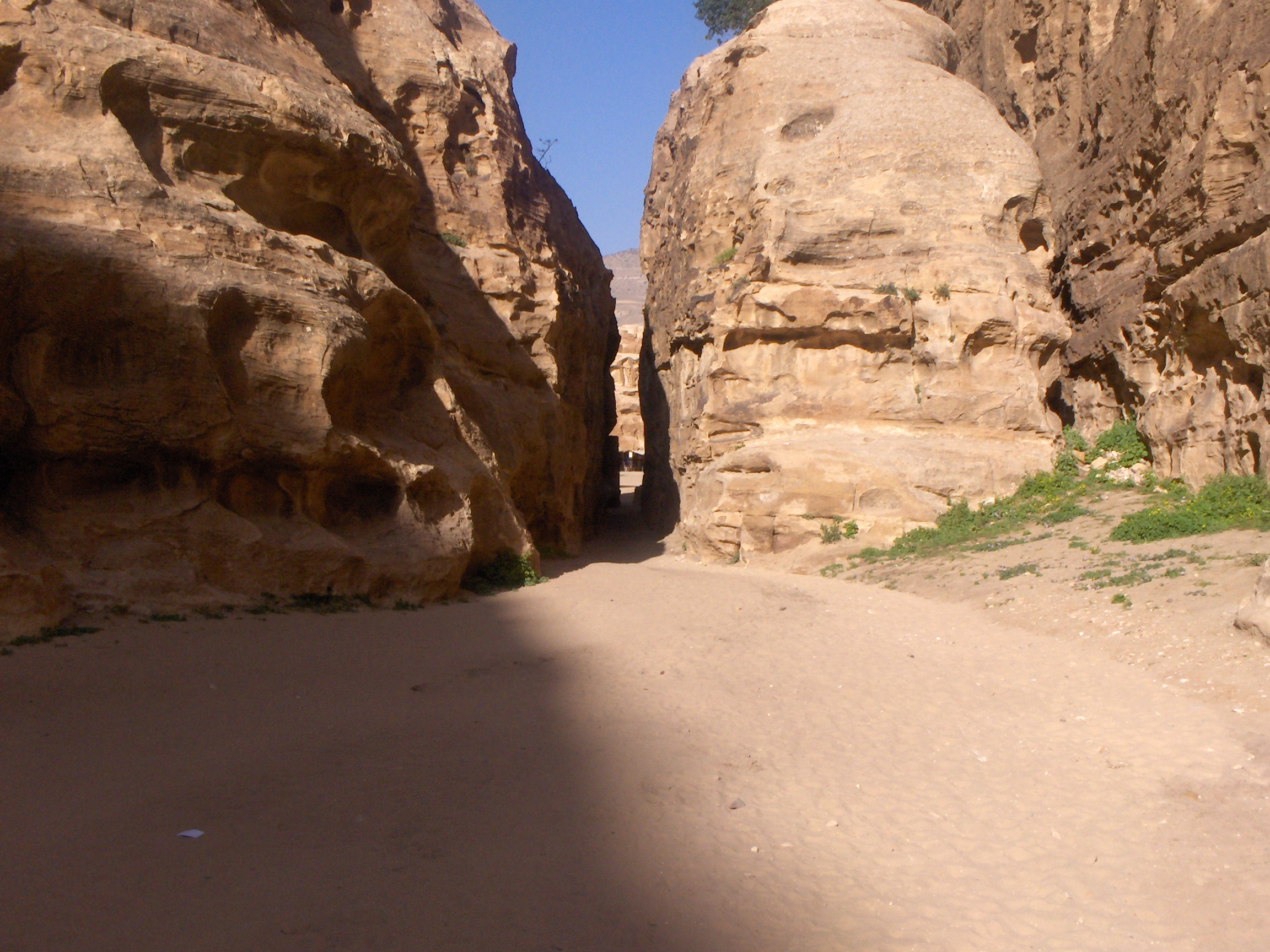
L'ingresso est

Il canyon si allarga dopo 400 metri. In questa area aperta molti dei muri in arenaria avevano delle aperture scolpite ed erano usati come abitazioni. Sulla parete sud vi è un triclinio colonnato con un portico a sbalzo sporgente che gli archeologi ritengono sia stato usato come tempio, anche se lo si conosce molto poco.
Il canyon si restringe di nuovo per altri 50 m, portando ad un'altra area aperta più piccola. Le aperture scolpite sono ancora più numerose in questo punto, tra cui quattro grandi triclini. Gli archeologi credono che questi spazi potevano essere usati per intrattenere i mercanti in visita.
Sul lato sud vi è un piccolo biclinium, dove vi sono alcuni rari dipinti nabatei sopravvissuti sulla sua parete posteriore, e così prende il nome di stanza dipinta. Di fronte alla stanza a nord c'è una grande cisterna, parte del sistema idrico costruito dagli abitanti originari.
All'estremità occidentale del canyon una serie di gradini conducono alla cima della roccia da cui si vede l'intera regione di Petra. Un sentiero a piedi poco frequentato porta da lì ad Ad-Deir a Petra a 6 km a sud-ovest.

## Storia

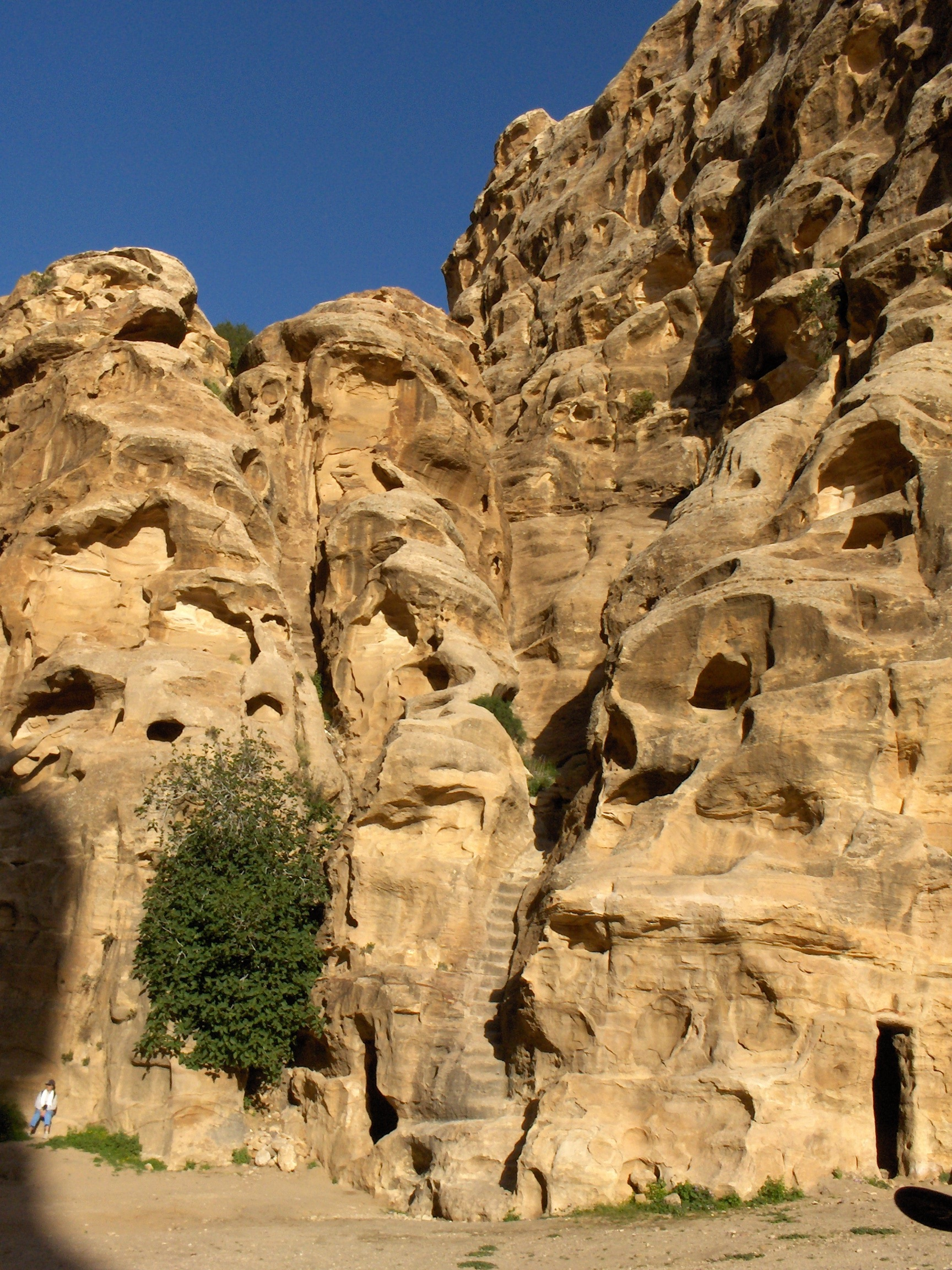
Locali elevati

Gli archeologi credono che la piccola Petra sia stata fondata nel I secolo d.C., quando la cultura nabatea era al suo apice nella regione. Probabilmente era un sobborgo della più grande città del sud, dove forse vivevano i suoi mercanti di maggior successo. La posizione potrebbe essere stata scelta a causa del vicino insediamento di Beidha, abitato fin dal periodo neolitico precedente. Poiché le indagini del sito si sono generalmente concentrate sui periodi nabatei e precedenti, non è noto se fosse ancora abitata all'incirca nello stesso periodo in cui la stessa Petra fu infine abbandonata, nel VII secolo.
A differenza di Petra, nella quale i Nabatei vivevano e seppellivano i propri morti, Piccola Petra fu pensata per ospitare le carovane provenienti dall'Arabia e dall'Oriente, che andavano sino in Siria ed in Egitto. Per poterli far sostare dopo la traversata del Wadi Rum, i Nabatei scavarono prima delle piccole grotte nella arenaria, arrivando poi a costruirne di grandiose per il numero di carovanieri che vi sostavano.
Per il resto del millennio, e gran parte della successiva, Piccola Petra rimase sconosciuta a tutti tranne ai nomadi beduini che a volte si accampavano in essa o nelle sue vicinanze. Gli europei, che non potevano visitare il mondo arabo sotto il dominio islamico, avevano sentito parlare di Petra ma non erano sicuri della sua esistenza. Quando il viaggiatore svizzero Jacob Burckhardt divenne il primo visitatore occidentale di Petra fin dai tempi dei romani nel 1812, non si avventurò nel nord, o non ne scrisse. Successivamente anche i visitatori occidentali della regione sembrano essersi concentrati sul sito principale di Petra. Solo alla fine degli anni '50 l'archeologa inglese Diana Kirkbride completò i suoi scavi a Petra stessa con gli scavi nell'area di Beidha, che includeva la piccola Petra, non descritta come un sito separato, all'epoca. Questi scavi continuarono fino al 1983, due anni prima che l'UNESCO iscrivesse l'area di Petra, tra cui Beidha e Piccola Petra, come sito del patrimonio mondiale.
In seguito a tale designazione, il turismo a Petra aumentò, e aumentò di nuovo in seguito all'uscita di Indiana Jones e l'ultima crociata del 1989, che culminò con i personaggi principali che cavalcavano il Siq di Petra e Al-Khazneh, dove trovarono il Santo Graal. Per assicurare che questa crescita abbia giovato alla regione e non abbia degradato le sue risorse archeologiche, l'Autorità Regionale di Petra è stata creata per gestire tutte le risorse all'interno di un'area di 755 chilometri quadrati. Beidha e Piccola Petra, tra gli altri siti satellitari, sono stati inclusi nel parco archeologico di Petra (264 km quadrati). Il villaggio di Umm Sayhoun fu costruito tra Wadi Musa e i due siti per ospitare i beduini.

## Descrizione

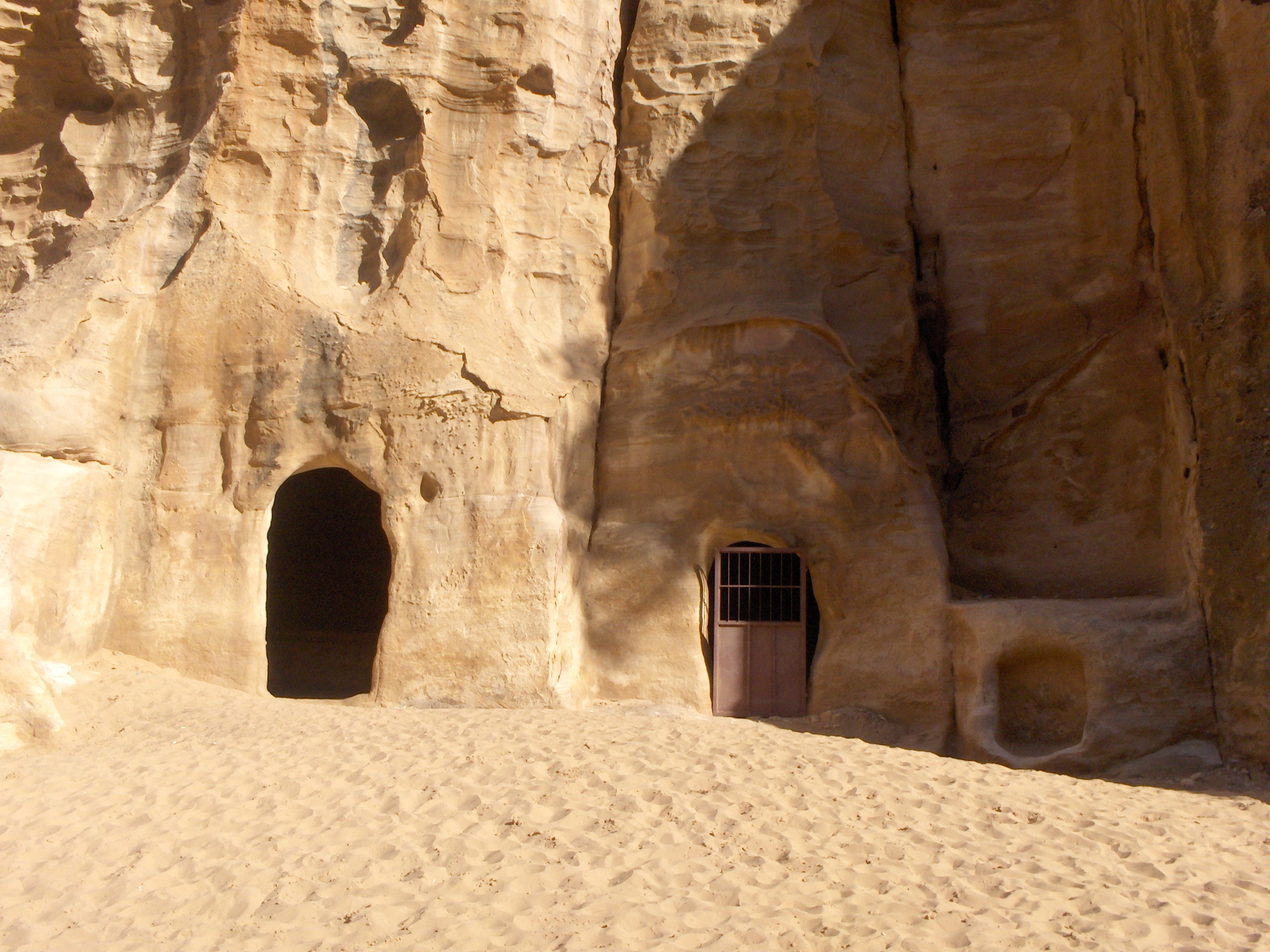
Abitazioni, di cui una ancora usata, all'esterno, vicino all'ingresso est

Il sito ha due ingressi, uno verso est da cui partiva la via carovaniera dell'Oriente, del Golfo persico e della penisola arabica; ed uno verso ovest da cui partiva la via carovaniera della Siria e dell'Egitto o del mar Mediterraneo (Gaza era nabatea).
All'entrata del sito si trova un piccolo santuario di Duthu Ashara, il dio principale dei Nabatei, raffigurato senza occhi e naso assieme alle due mogli Al-Uzza, la prima, e Manawat, la seconda, scolpite più basse del marito e senza testa. Poco distanti da questo santuario ci sono diverse abitazioni scavate nella pietra, quasi tutte composte da un'unica grande stanza con uno spazio al centro per accendere il fuoco e con dei lunghi blocchi di pietra, sui quali mettere i materassi. Purtroppo Piccola Petra, abbandonata, fu usata dai beduini per sostarvi con le proprie capre o pecore: accendendo di sera i fuochi, essi non pensavano certo che avrebbero annerito l'arenaria bianca, danneggiandola.
Una costruzione interessante è l'altare sacrificale nabateo, datato I secolo a.C., rinvenuto nel centro del sito. Gli archeologi credono che i sacerdoti immolassero animali per placare gli dèi, versandone poi il sangue davanti alla statua della divinità e mangiando la carogna.

### La casa dipinta

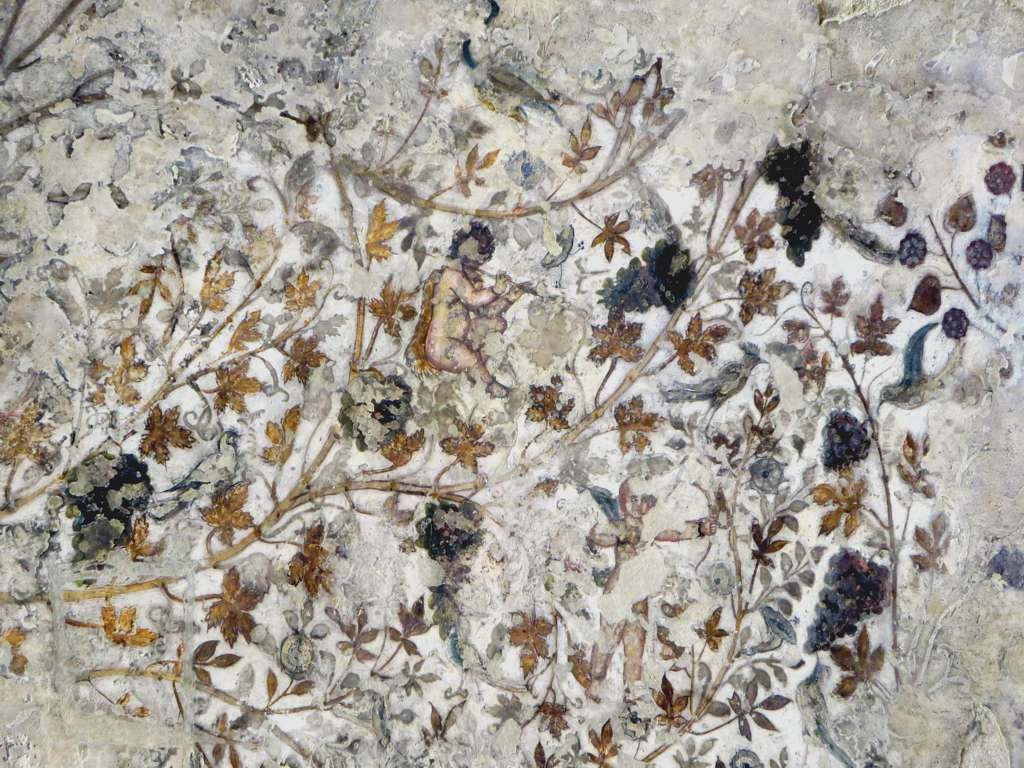
Dipinti del biclinum

Nel 2010, gli archeologi hanno reso pubblica una scoperta degli anni '80. In una delle piccole biclinia nell'area aperta occidentale, un affresco a soffitto quasi intatto era stato per lo più nascosto da anni di fuliggine da fuochi da campo e graffiti dei beduini. I restauratori del Courtauld Institute of Art di Londra sono stati assunti nel 2007; l'esistenza dei dipinti è stata annunciata una volta completato il loro lavoro. L'area è stata poi aperta ai turisti in visita; è conosciuto colloquialmente come la casa dipinta.
Gli affreschi raffigurano, con notevole dettaglio, le immagini relative al consumo del vino, che forse riflettono l'adorazione per Dioniso, il dio del vino greco. Usano una varietà di vernici e materiali, tra cui foglia d'oro e smalti traslucidi. Tre specie di uva sono state identificate in esse, insieme a due uccelli (una damigella di Numidia e un Cinnyris osea). Altri elementi includono i putti che suonano il flauto e combattono con gli uccelli. "La pura qualità del dipinto è magica", ha detto Lisa Sherkede, uno dei restauratori di Courtauld.
Oltre alle sue realizzazioni estetiche, l'arte ha un notevole significato storico. Mentre gran parte dell'architettura e della scultura nabatea è presente, la pittura nabatea è molto rara ad oggi. L'esperto di David Park afferma che gli affreschi della Piccola Petra sono, in effetti, "l'unico dipinto figurativo in situ [nabateo] sopravvissuto". Sono anche rari come una grande pittura ellenistica sopravvissuta intatta, poiché la maggior parte di ciò che sopravvive sono frammenti. Un altro restauratore, Stephen Rickerby, dice che "sono buone come, o meglio di alcuni dei dipinti romani che vedi ad esempio ad Ercolano" e mostrano l'influenza ellenistica.

## Accesso

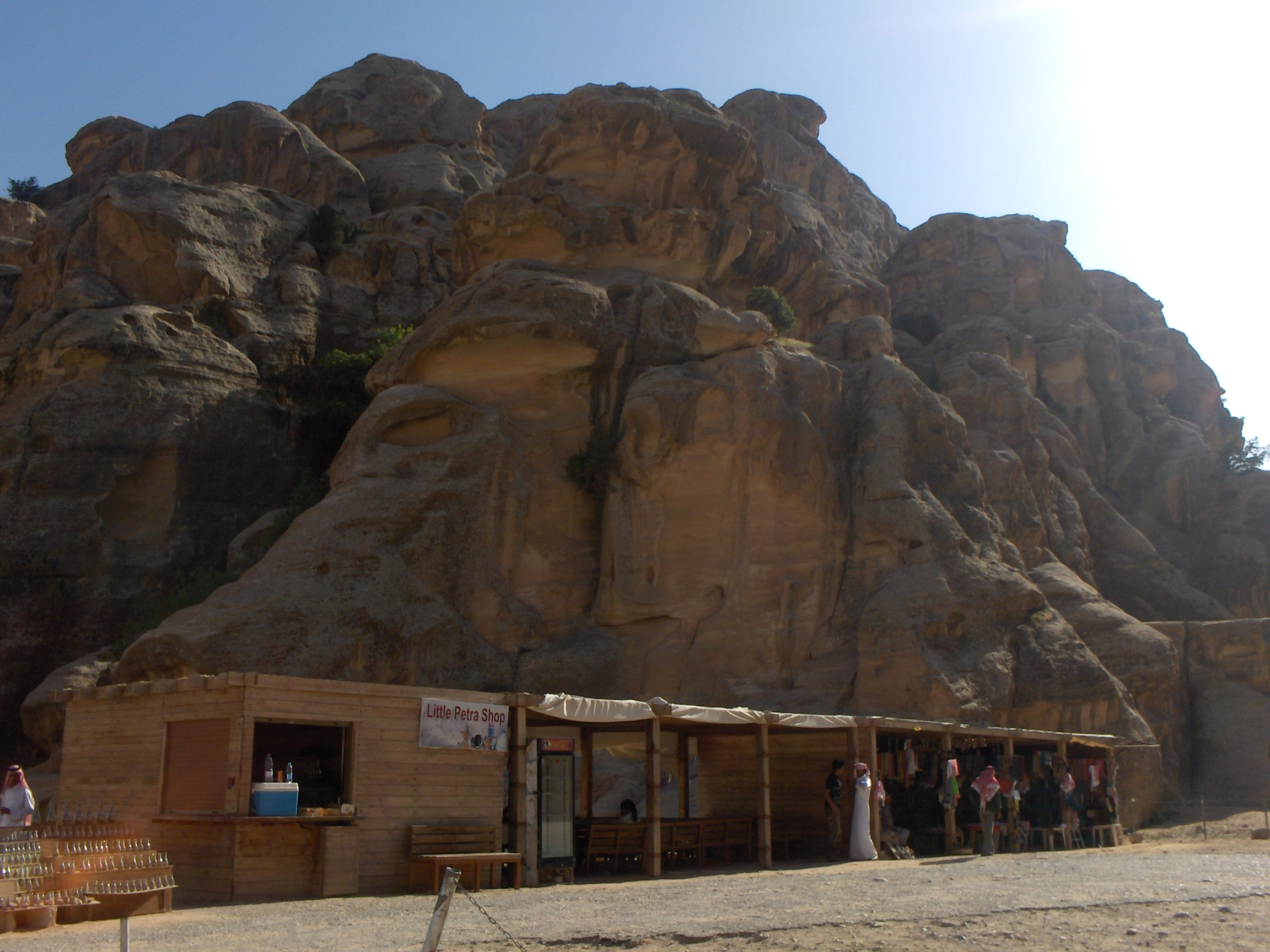
Botteghe all'ingresso est

Come Petra, Piccola Petra è aperta al pubblico durante il giorno. È, tuttavia una visita separata, e non richiede un biglietto di ingresso e una tassa come per Petra. I beduini locali vendono souvenir e snack nel piccolo parcheggio, che serve anche Beidha.
Molti visitatori di Petra hanno sempre più incluso Piccola Petra nei loro itinerari. Le guide la raccomandano come meno affollata e più rilassata di Petra stessa. La casa dipinta, che non ha controparti a Petra, ha anche aggiunto maggiore interesse all'area.
È anche possibile fare un'escursione lungo il sentiero di 6 chilometri dalla fine del canyon fino ad Ad-Deyr a Petra. Coloro che compiono il viaggio sono invitati a farlo con una guida poiché il percorso, ovvio in molti punti, non è formalmente segnato. Gli escursionisti sono anche avvertiti di non tentare la pista da soli, o alla fine della giornata, poiché le notti nella regione sono spesso fredde. È anche vietato entrare a Petra senza aver pagato l'ingresso al sito più grande.

## Galleria d'immagini

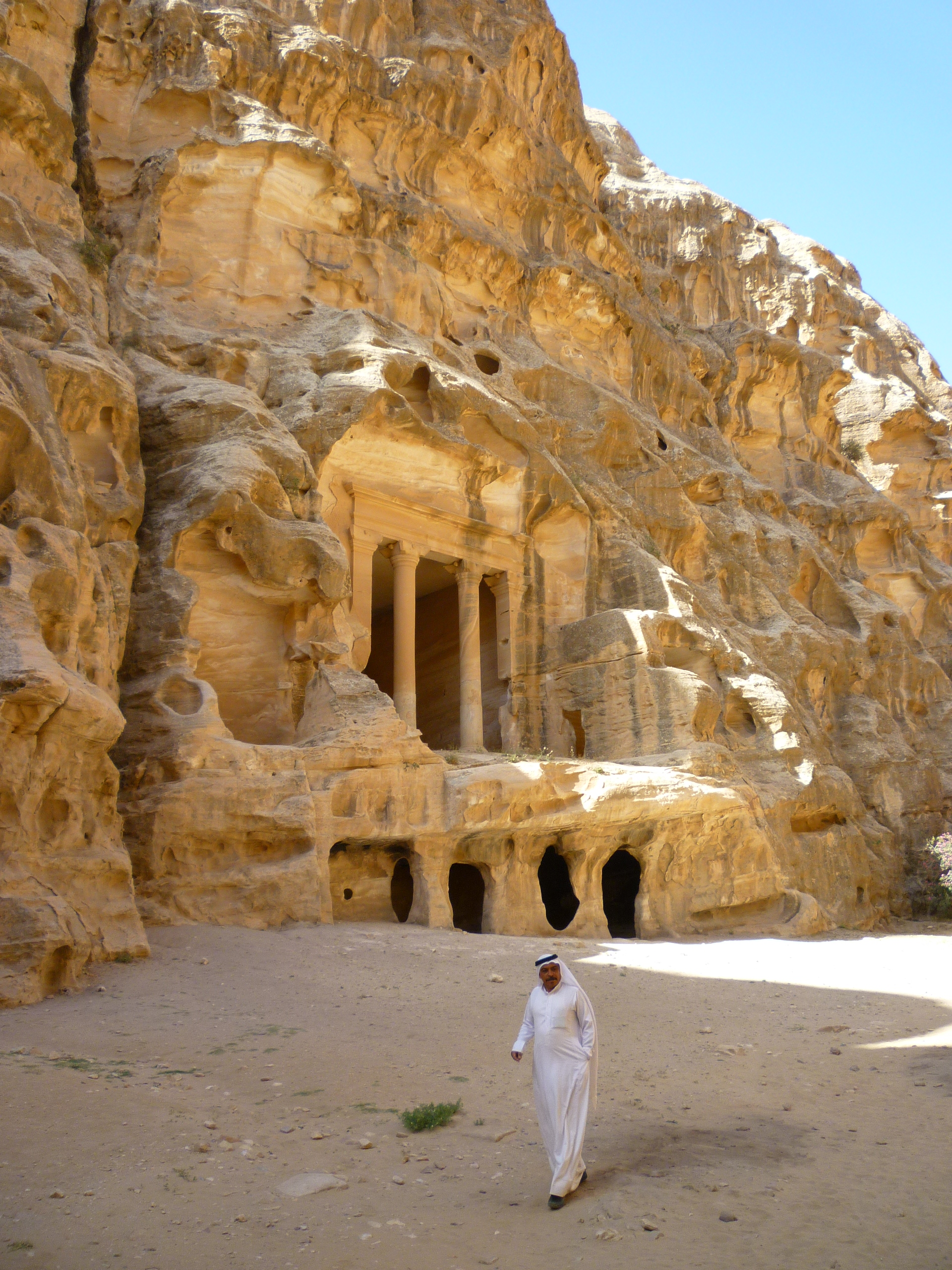
Davanti al tempio di Dushara o Duthu Ashara.
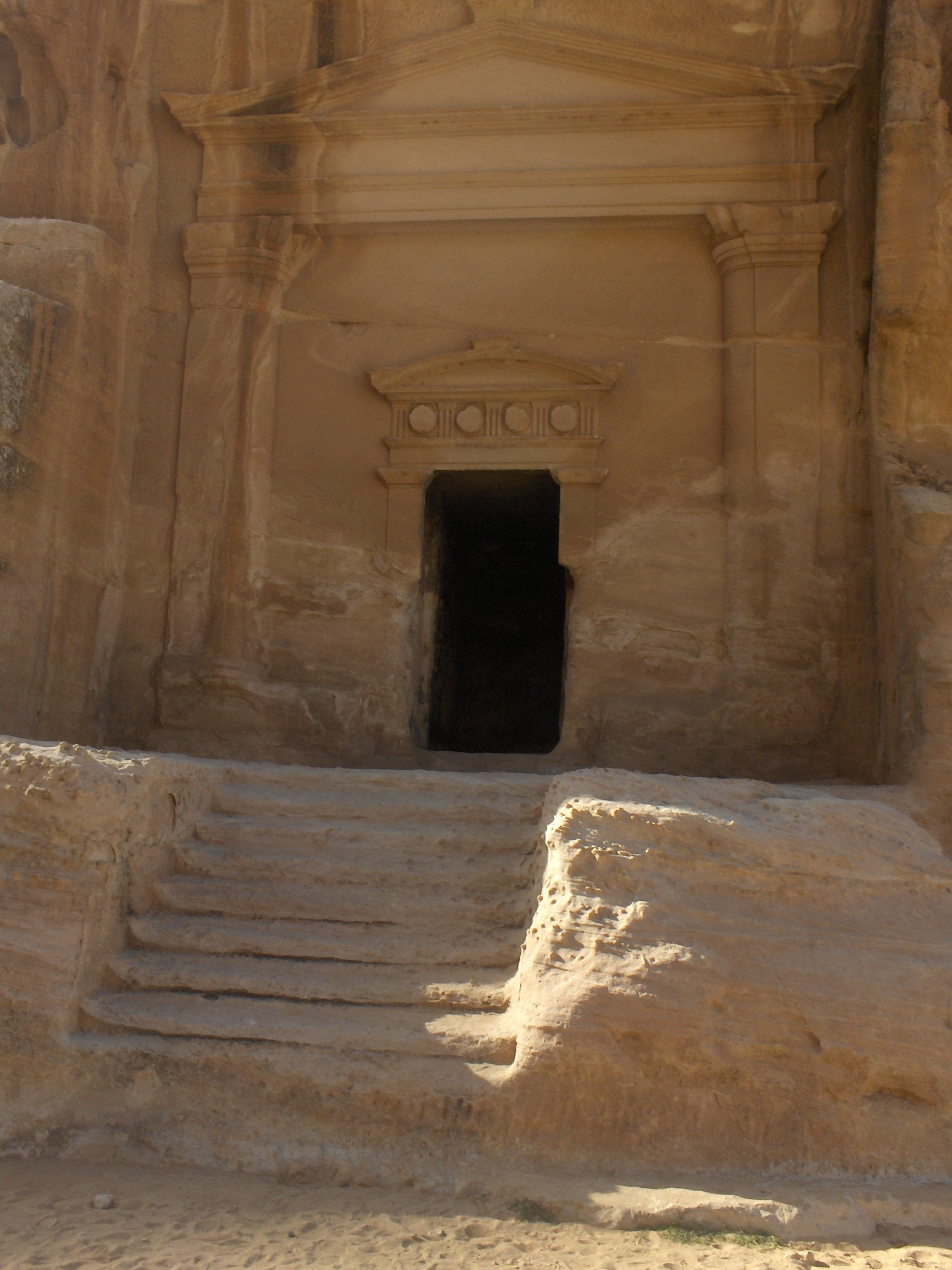
Abitazione all'esterno, vicino all'ingresso est
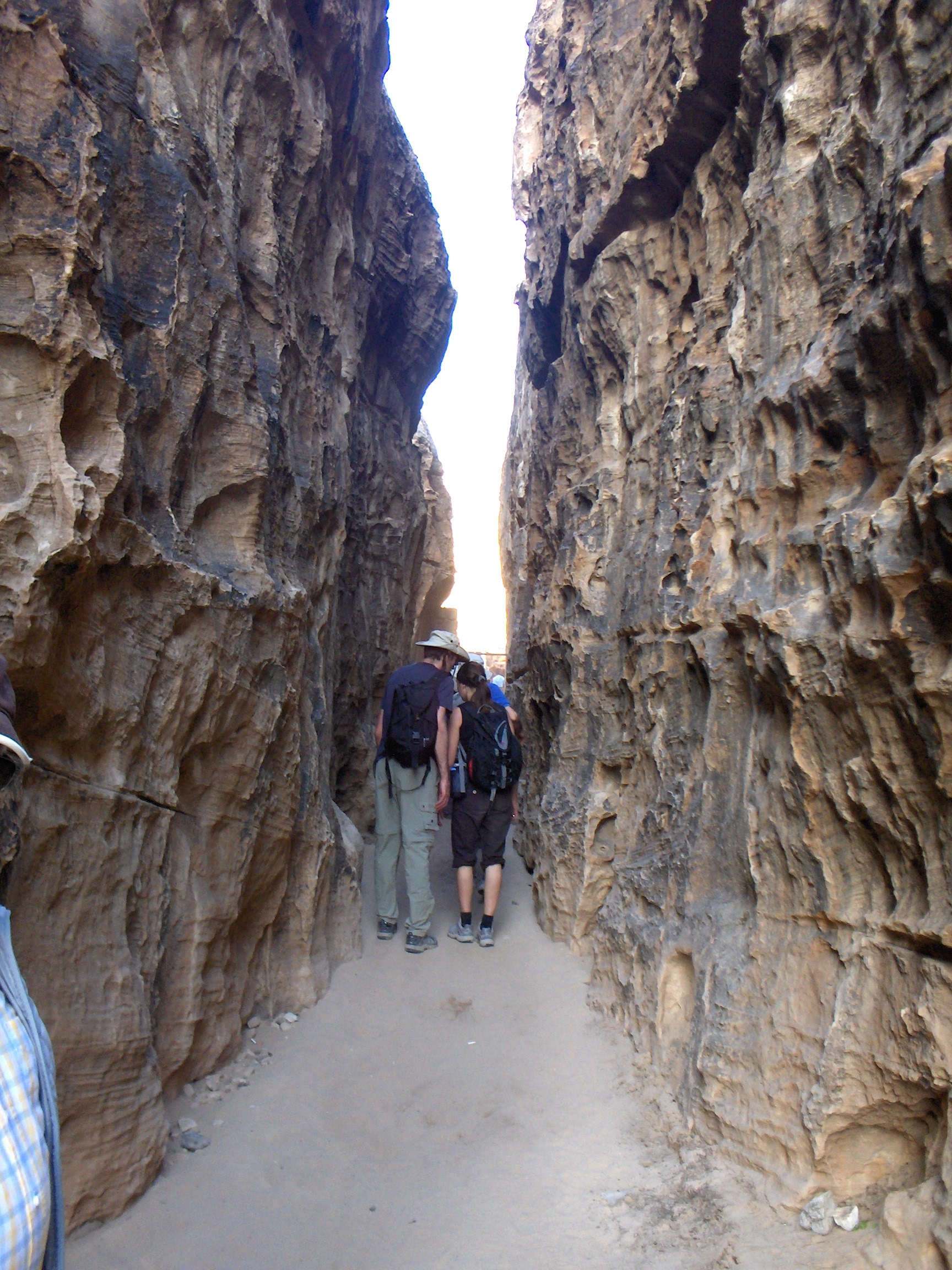
Uscita dalla porta est
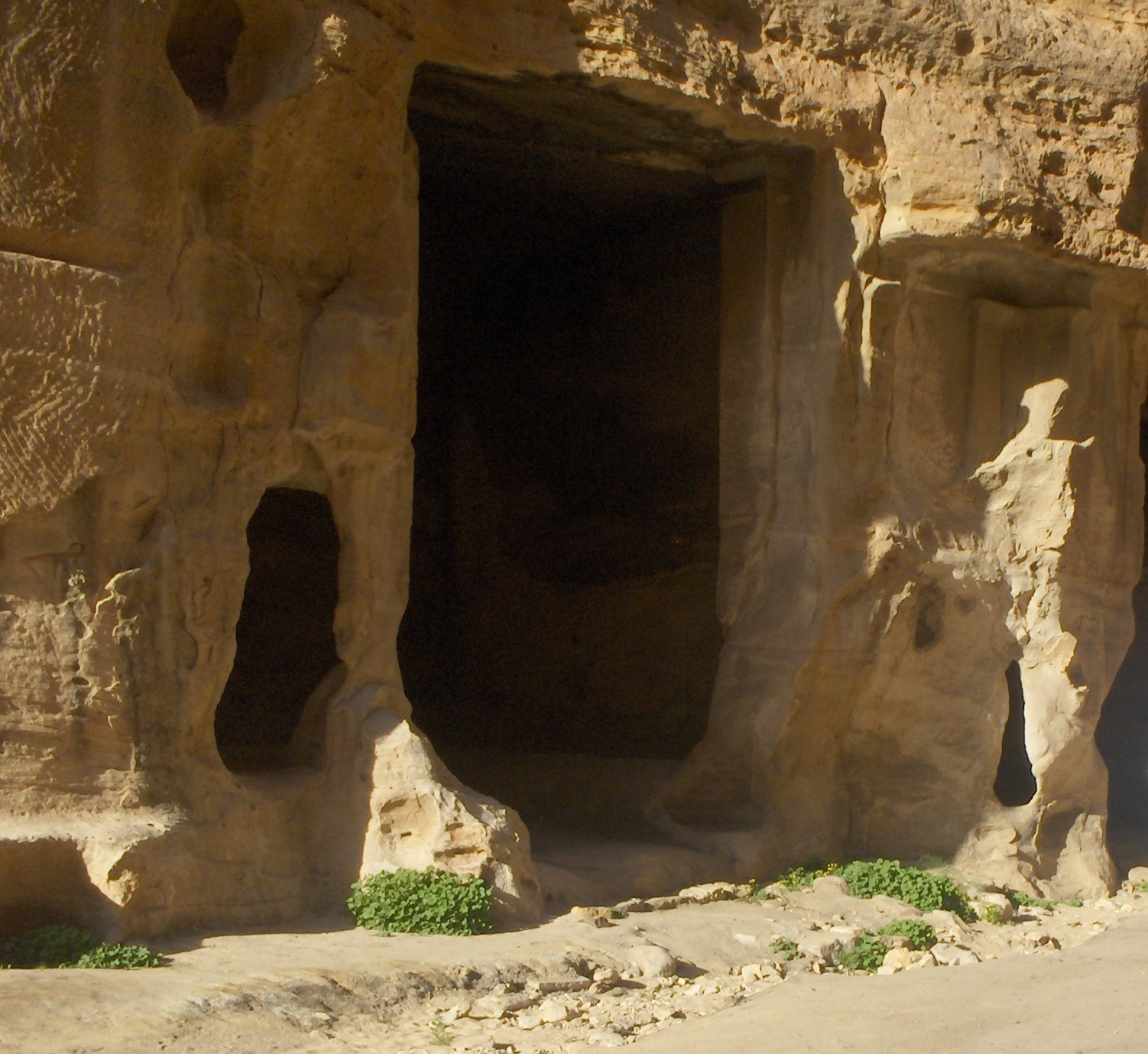
Ingresso di un locale
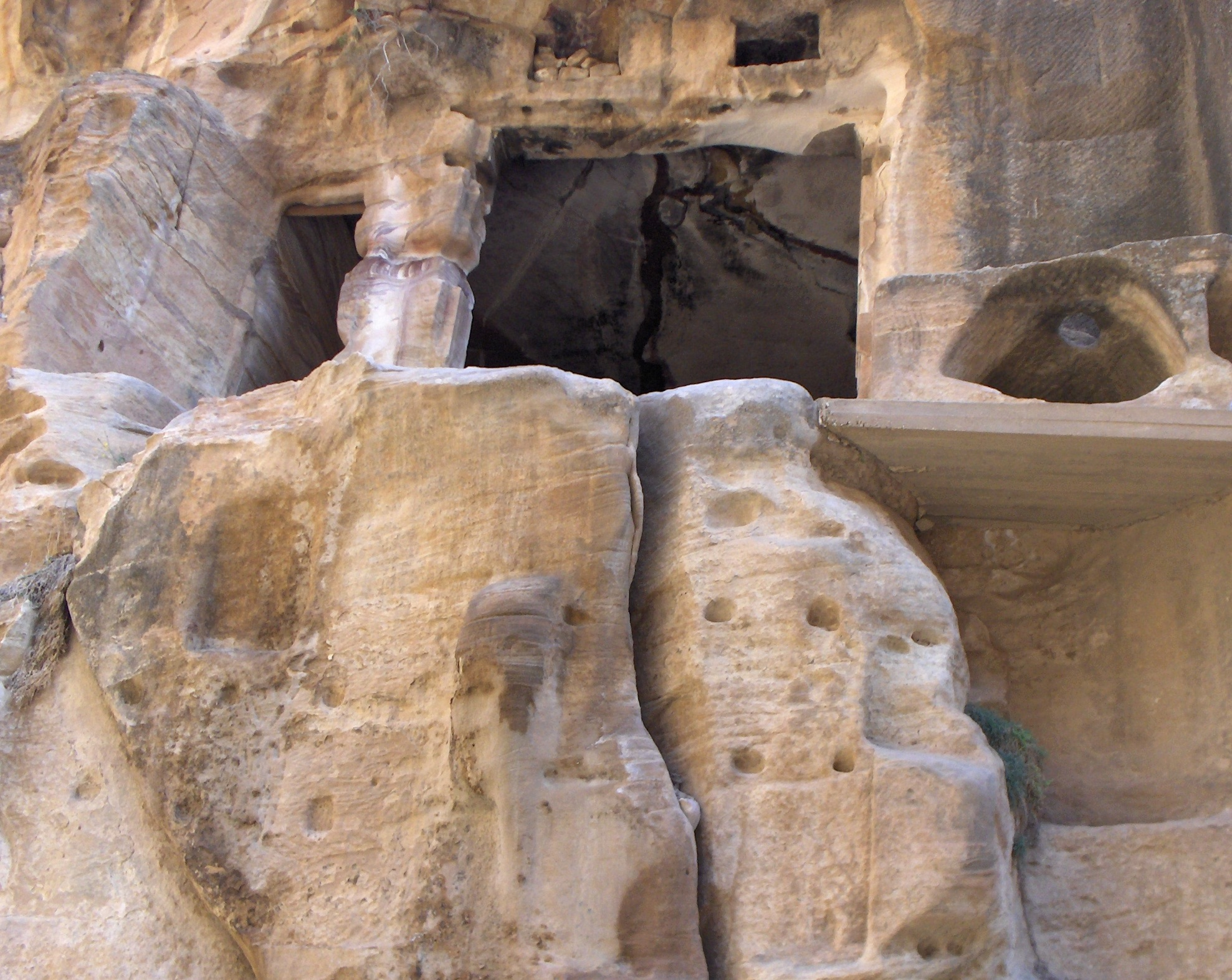
Ingresso di un locale elevato
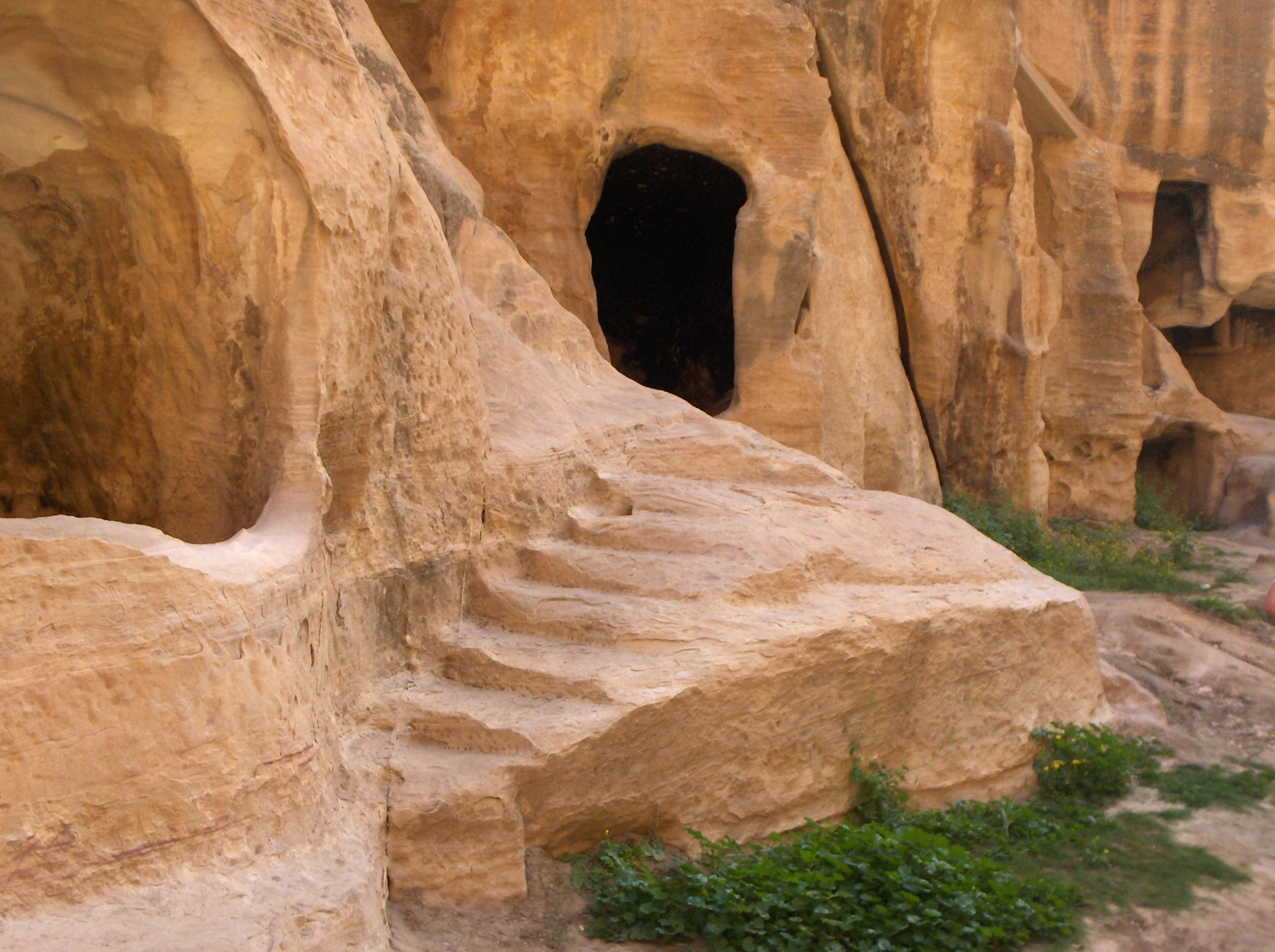
Ingresso di un locale
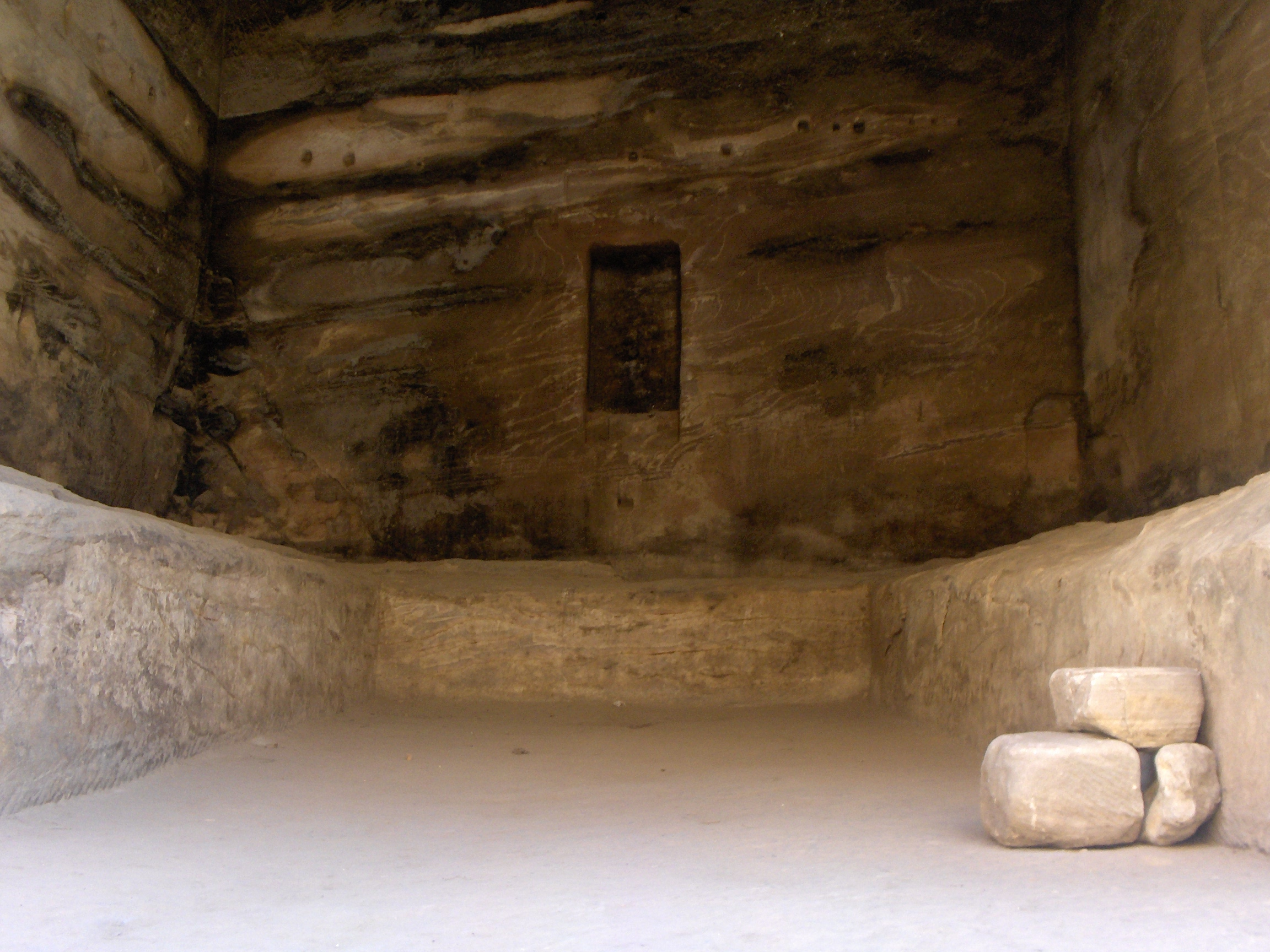
Interno di un locale
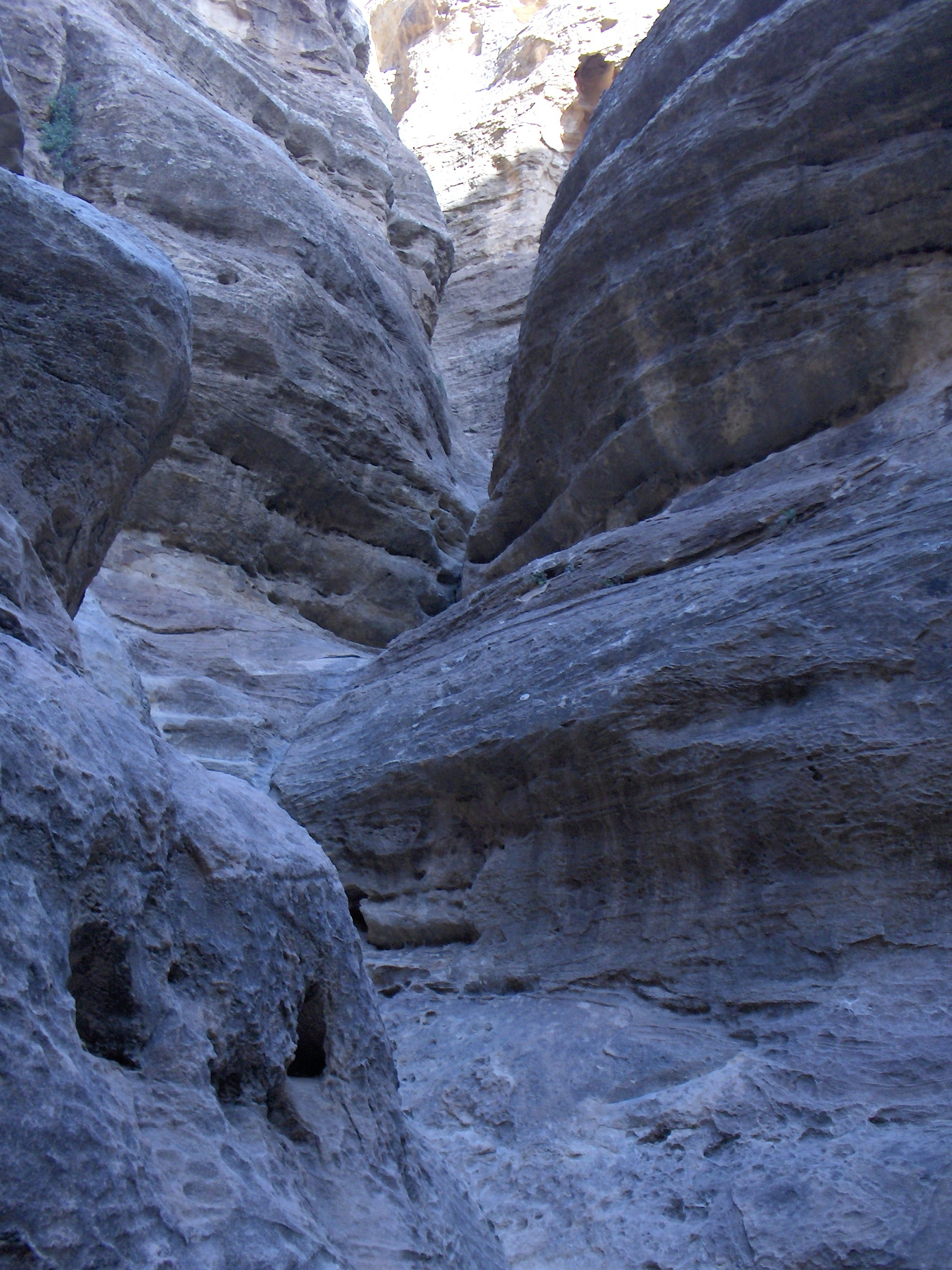
La roccia bianca
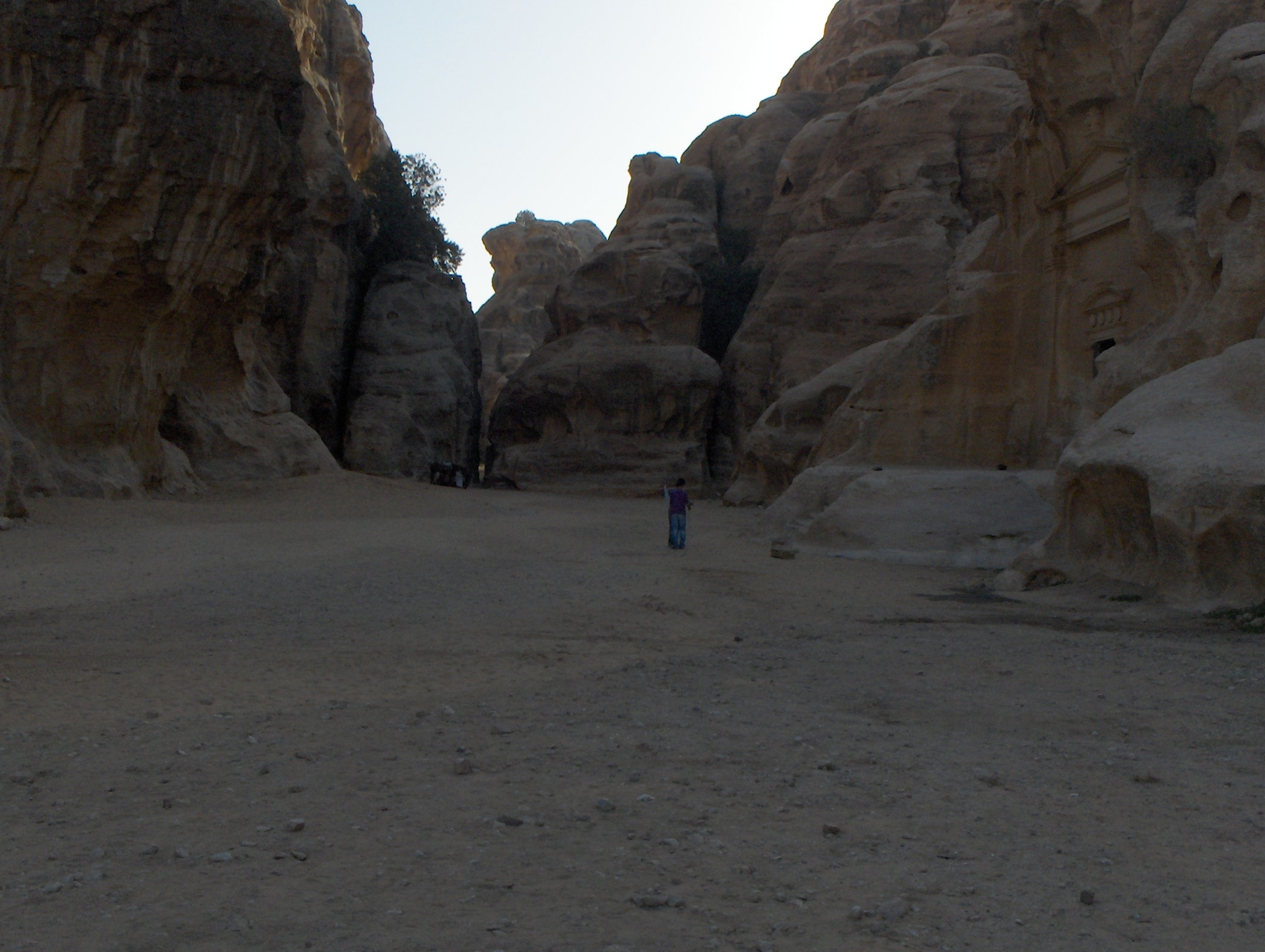
Piazzale esterno alla porta est
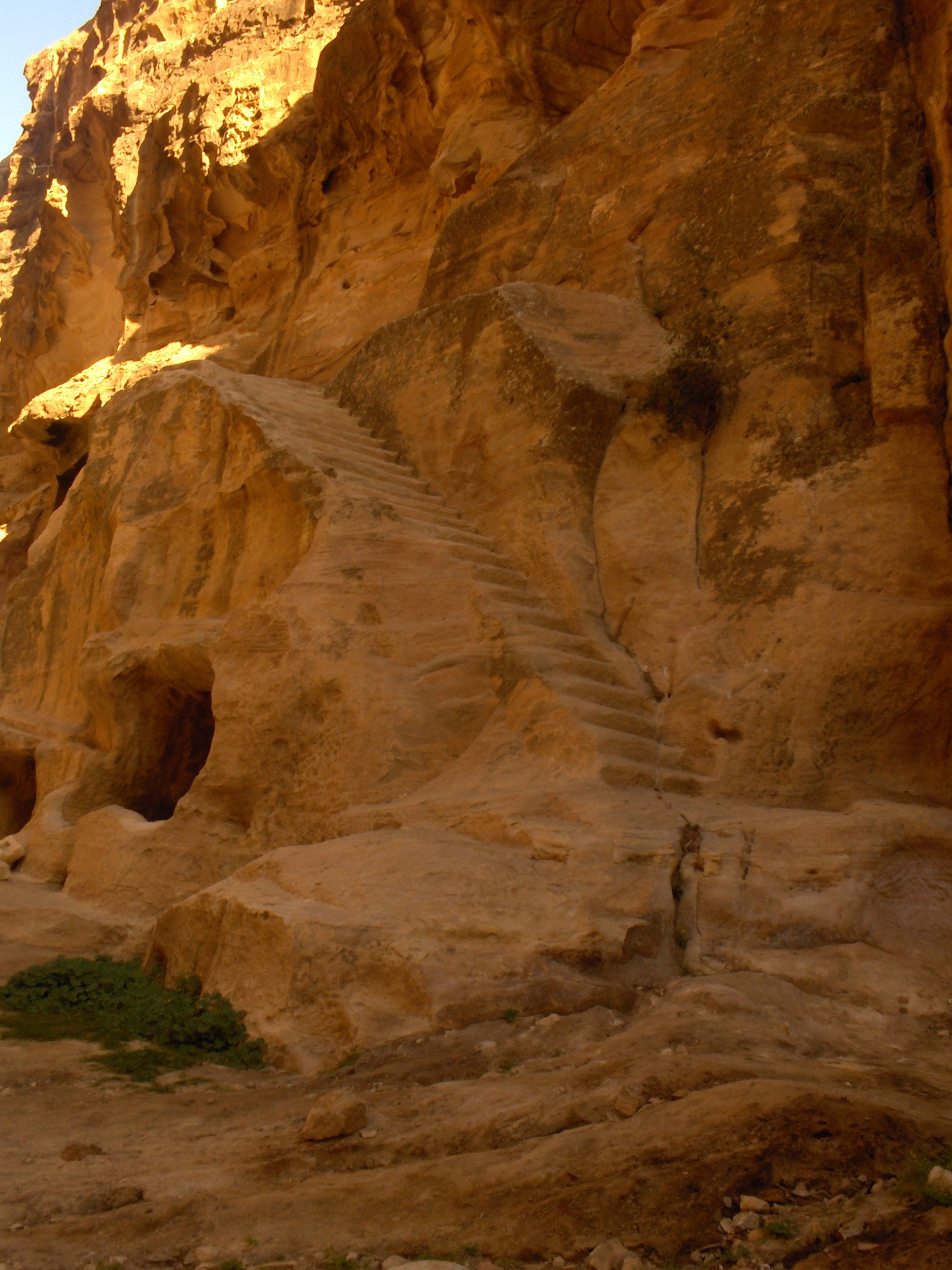
Scalinata di accesso ai locali elevati
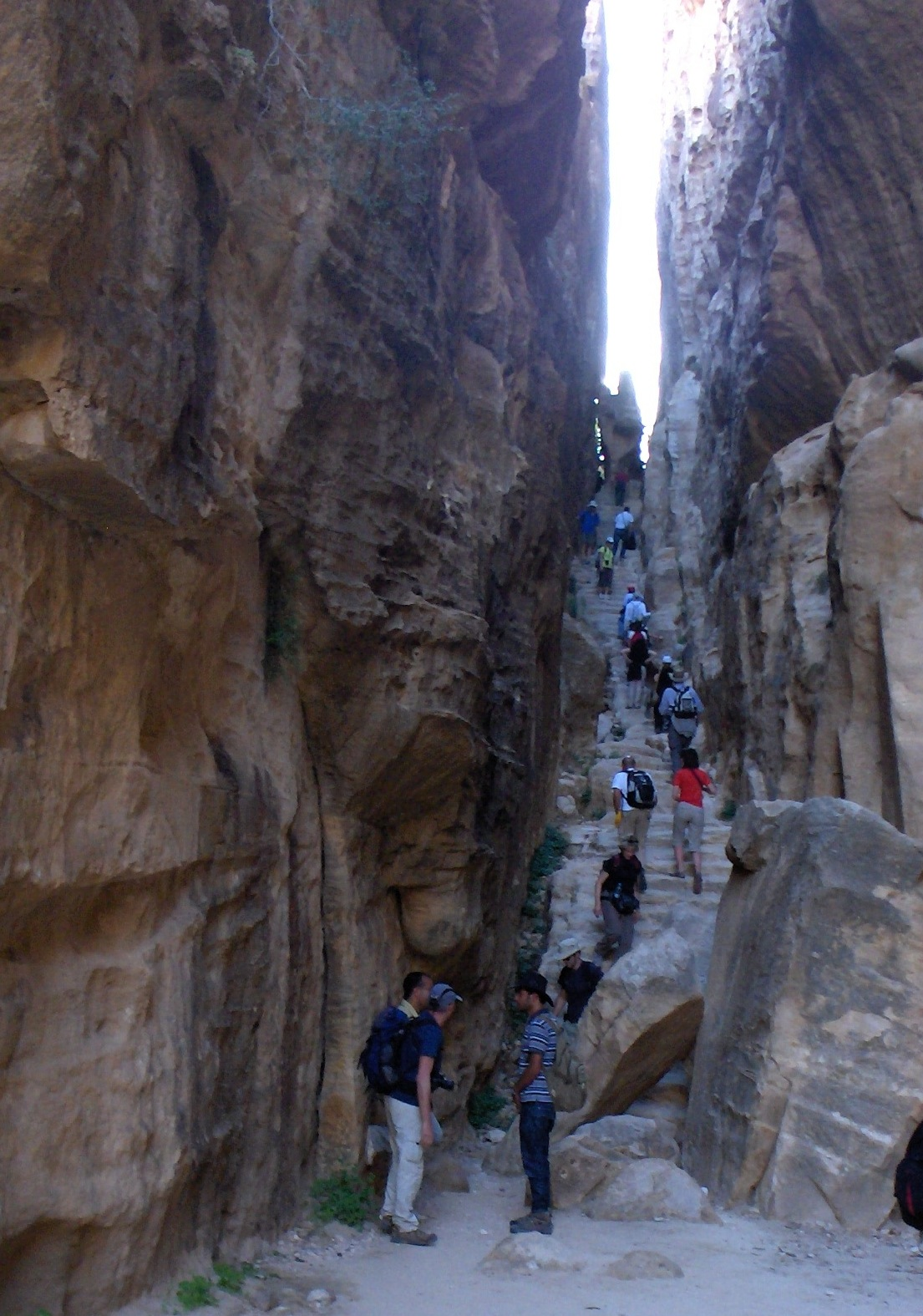
Scalinata verso la porta ovest o porta di Gaza